# 黄昏赞
黄昏赞，又稱為申正經、黄昏禱、晚課、晚禱，为日课经的一部分。法语中的黄昏一词源于拉丁语，意思为黄昏、夜晚。而拉丁语中的黄昏、夜晚又是希腊语中“日落”一词的音译。英语和德语中的“西方”，日落的方向也与此词有关。黄昏、夜晚一词确指了一天中具体的那一刻。
这场非常重要的祈祷不仅暗示了白天的结束，夜晚的降临，同时也说明了祈祷日的更迭 。在修道院里，这场祈祷通常要在下午五点到七点间进行，一是为了纪念人类的创始，再则就是颂扬美丽。
黄昏赞在罗马天主教、东正教和聖公宗中的祭拜方式并不完全一致。黄昏赞代表着一天礼拜仪式的正式开始。